# João Albuquerque
João Duarte Albuquerque (* 25. Dezember 1986 in Barreiro) ist ein portugiesischer Politiker, der seit 2022 für die Sozialistische Partei Mitglied des Europäischen Parlaments ist.

## Leben
Albuquerque studierte von 2004 bis 2007 Politikwissenschaften und Internationale Beziehungen an der Universidade Nova de Lisboa. 2006/2007 hielt er sich im Rahmen des Erasmus-Programms an der Universität Florenz auf. Von 2007 bis 2010 setzte er seine Studien am ISCTE-IUL (Instituto Universitário de Lisboa) und der Military Academy in Lissabon fort. Er erlangte einen Masterabschluss in Geschichte, Verteidigung und Internationale Beziehungen. Danach arbeitete er unter anderem an der Universität der Algarve und bis 2014 als Trainee und Kommunikationsbeauftragter für die Galp Energia Foundation.
Albuquerque begann seine politische Laufbahn 2012 als Praktikant und im Folgejahr als Berater im Global Progressive Forum der Fraktion der Progressiven Allianz der Sozialdemokraten im Europäischen Parlament (S&D) des Europäischen Parlaments. 2014 bis 2016 wirkte er als Berater eines Bürgermeisters. Anschließend war er von 2017 bis 2019 beratend im Innenministerium tätig und amtierte gleichzeitig als Präsident der Young European Socialists. Von 2019 bis 2022 war er Assistent des Vizepräsidenten des Europäischen Parlaments, Pedro Silva Pereira.
Seit dem 13. September 2022 ist Albuquerque Mitglied der S&D-Fraktion im 9. Europäischen Parlament. Er kam als Nachrücker für Manuel Pizarro Castro ins Parlament und gehört wie dieser dem Ausschuss für Beschäftigung und soziale Angelegenheiten sowie dem Fischereiausschuss an.